# Leichtathletik-Weltmeisterschaften 2022/Teilnehmer (Gambia)
| Goldmedaillen | Silbermedaillen | Bronzemedaillen |
| ------------- | --------------- | --------------- |
| —             | —               | —               |

Der Leichtathletikverband von Gambia nahm mit jeweils einer Athletin und einem Athleten an den Leichtathletik-Weltmeisterschaften 2022 in Eugene teil.

## Ergebnisse

### Männer

#### Laufdisziplinen
| Athlet        | Disziplin | Qualifikation | Qualifikation | Vorlauf | Vorlauf | Halbfinale | Halbfinale | Finale | Finale |
| Athlet        | Disziplin | Zeit          | Platz         | Zeit    | Platz   | Zeit       | Platz      | Zeit   | Platz  |
| ------------- | --------- | ------------- | ------------- | ------- | ------- | ---------- | ---------- | ------ | ------ |
| Ebrima Camara | 100 m     | 10,37 s       | 02            | 10,48 s | 45      | DNQ        | DNQ        | –      | –      |

### Frauen

#### Laufdisziplinen
| Athletin  | Disziplin | Vorlauf | Vorlauf | Halbfinale | Halbfinale | Finale | Finale |
| Athletin  | Disziplin | Zeit    | Platz   | Zeit       | Platz      | Zeit   | Platz  |
| --------- | --------- | ------- | ------- | ---------- | ---------- | ------ | ------ |
| Gina Bass | 200 m     | 22,78 s | 16      | 22,71 s    | 14         | DNQ    | DNQ    |